# Stichillus laeticornis
Stichillus laeticornis är en tvåvingeart som beskrevs av Borgmeier 1962. Stichillus laeticornis ingår i släktet Stichillus och familjen puckelflugor.
Artens utbredningsområde är Mississippi. Inga underarter finns listade i Catalogue of Life.